# فرودگاه تک‌بانده النز
فرودگاه تک‌بانده النز (به انگلیسی: Allen's Airstrip) یک فرودگاه خصوصی است که یک باند فرود خاک دارد و طول باند آن ۷۹۲ متر است. این فرودگاه در کشور ایالات متحده آمریکا قرار دارد و در ارتفاع ۱۳۴۴ متری از سطح دریا واقع شده است.